# Stuckenia filiformis
Stuckenia filiformis — багаторічна трав'яниста рослина родини Рдесникові (Potamogetonaceae), яка має євразійське та північноамериканське поширення.

## Опис
Листя лінійне, завширшки 0,3–1,2 мм, від тупих до закруглених на верхівці, 3-жильні, але 2 — дуже слабкі. Плоди 2,2–3,2 мм, з сидячим рильцем. Хромосом: (2n = 66, 78).

## Поширення
Азія: Казахстан; Туркменістан; Узбекистан; Російська Федерація. Кавказ: Азербайджан. Європа: Естонія; Латвія; Литва; Молдова; Австрія; Німеччина; Угорщина; Польща; Швейцарія; Данія; Фінляндія; Ісландія; Норвегія; Швеція; Об'єднане Королівство; Боснія і Герцеговина; Хорватія; Італія; Чорногорія; Словенія; Франція; Іспанія. Північна Америка: Канада; США; Гренландія. 
Населяє озера, річки, струмки, дамби з іноді солонуватою водою.